# Thélis-la-Combe
Thélis-la-Combe är en kommun i departementet Loire i regionen Auvergne-Rhône-Alpes i centrala Frankrike. Kommunen ligger i kantonen Bourg-Argental som tillhör arrondissementet Saint-Étienne. År 2022 hade Thélis-la-Combe 143 invånare.

## Befolkningsutveckling
Antalet invånare i kommunen Thélis-la-Combe
| Referens: INSEE |